# 若い方の淑女
若い方の淑女（わかいほうのしゅくじょ、英語: The Younger Lady）は、1898年に王家の谷のKV35墳墓内で、考古学者ビクター・ロレットによって発見されたミイラに付けられた非公式の名称。ミイラはまた、KV35YL（「Younger Lady」の「YL」）と61072とも呼ばれており、現在カイロのエジプト考古学博物館に所蔵されている。近年のDNA鑑定によって、このミイラはファラオであるツタンカーメンの母親であり、ファラオのアメンホテプ3世と女王ティイの娘であることが確認されている。このミイラは女王ネフェルティティのものであったという初期の推測は誤っていたことが証明された。

## ミイラの概要
この女性のミイラは、ルクソールにある王家の谷、KV35号墓の床に横たえられた状態で発見された。ミイラの傍には王族の女性が着けるかつらが置かれていたため、この女性は王族の1人であることが明白だった。
調査の結果、ミイラは身長158センチメートル、死亡推定年齢は25歳ほどであることが判明した。これはCTスキャンによって頭蓋骨の縫合具合や親知らずの検査によって分かったことである。
ミイラの頭蓋には直径3センチメートルほどの穴が空いている。これは死後に空いた穴である可能性が高い。また、頭蓋内に脳や脳膜が残されている。第18王朝以後のミイラは全て脳を摘出した状態で発見されているため、このミイラに脳が残っている理由は解明されていない。
また、美しい顔の左半分には大きな傷があり、穴が空いている。この傷は死後に付けられたものではなく（歯や傷跡に治療痕が見られないため）、馬などの動物から蹴りを受けたり、重い物が落下したり激突したことにより、命を落とすほどの傷となったとザヒ・ハワスは主張している。
この他にもかなりの損傷があり、両足の前半分や骨盤、胸の一部や肋骨が欠損している。右腕は折れており、KV35内で発見された数本の腕のどれかが、彼女の腕だとされている（王族の女性は片腕を曲げて胸の上に置き、もう片腕は真っ直ぐ下に下ろす埋葬姿勢が典型的であった）。耳も片方が欠損しているが、残っている片耳にはピアスの穴が空いている。